# České muzeum stříbra
České muzeum stříbra je muzeum s převažující tematikou stříbra nacházející se ve městě Kutná Hora. Jeho sídlem je místní památka Hrádek (Barborská 28), další expozice jsou umístěné i v jiných objektech ve městě.

## Historie

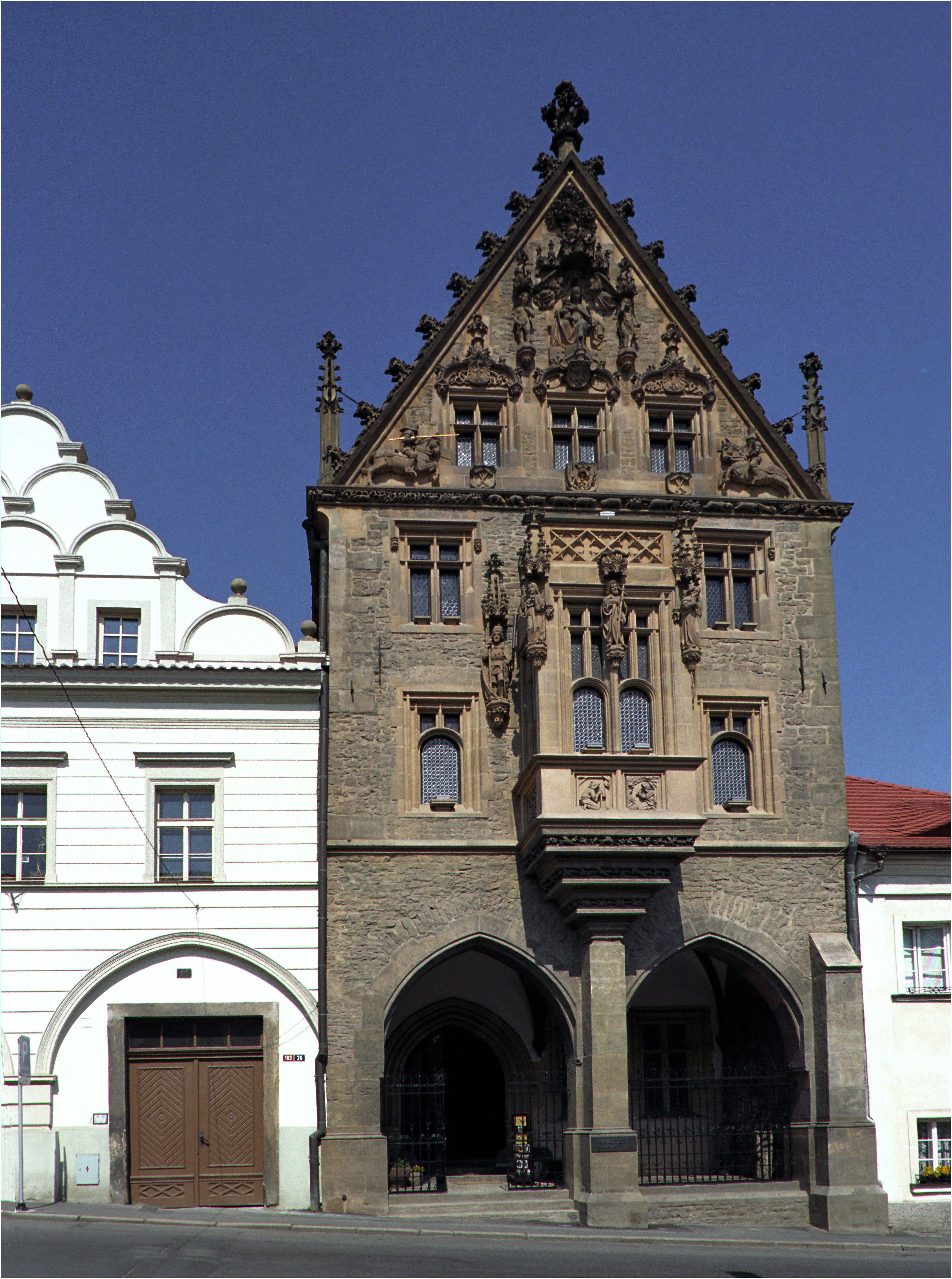
Kamenný dům s částí expozice

Muzeum v Hrádku sídlí od poloviny 20. století. Jedná se o pokračovatele a právního nástupce muzejního a archeologického spolku Wocel, založeného v roce 1877 s posláním pečovat o historicky a umělecky cenné artefakty, dokumenty a památky kutnohorského regionu. Hlavním specifikem je tedy výzkumná, sbírkotvorná a expoziční činnost zaměřená na hornictví, hutnictví, mincovnictví, stříbro a historii královského horního města Kutná Hora.

## Expozice
Odborné oddělení muzea dnes spravuje více než 170 tisíc sbírkových předmětů. Nejrozsáhlejším fondem je archeologie, čítající téměř 120 tisíc kusů sbírek. Velmi významný je také fond numismatický (mince, medaile, svátostky, bankovky apod.), výtvarný (obrazy, kresby, grafiky a plastiky), geologický (rudy, minerály, horniny a sbírky paleontologické), etnografický a uměleckořemeslný, jehož základ, obdobně jako u fondu archeologického, byl vytvářen již od konce 19. století. Unikátní exponáty fondu báňské techniky patří k nejstarším v Evropě.
Součástí báňsko-historické expozice je středověké důlní dílo v prostoru mezi hlavní budovou Hrádku a chrámem svaté Barbory. Štola sv. Jiří patří mezi nejzajímavější technické pozůstatky po středověkém dolování v Kutné Hoře. V současné době je v délce 280 m přístupna veřejnosti v rámci prohlídky II. okruhu „Cesta stříbra”. V zimních měsících pracují členové České speleologické společnosti již několik let na průzkumu, mapování a hydrologickém měření v dalších, veřejnosti nepřístupných prostorách.
Celoročně pracuje muzeum jako badatelské, poradenské, knihovní a konzultační centrum pro veřejnost a prakticky nepřetržitě funguje jako neoficiální informační centrum.

## Objekty - stálé expozice
- Hrádek
- Kamenný dům
- Tylův dům
- Důl svatého Jiří